# Belleau (Meurthe-et-Moselle)
Belleau település Franciaországban, Meurthe-et-Moselle megyében. Lakosainak száma 752 fő (2022. január 1.). Belleau Clémery, Custines, Faulx, Jeandelaincourt, Landremont, Millery, Nomeny, Sivry és Ville-au-Val községekkel határos.

## Népesség
A település népességének változása:
| Lakosok száma | 781  | 744  | 752  | 746  | 750  | 755  | 752  | 749  | 752  |
|               | 2013 | 2015 | 2016 | 2017 | 2018 | 2019 | 2020 | 2021 | 2022 |